# C'est quoi ce bordel ?
C'est quoi ce bordel ? est une émission de radio présentée par Laurent Baffie, d'abord sur la radio Europe 2 de juillet 1999 à juillet 2000, coprésentée avec Marie Lecoq et Boudine  
De septembre 2007 à juillet 2011, l'émission est programmée sur Europe 1, Laurent Baffie étant accompagné de l'animatrice Julie. De septembre 2011 à janvier 2013, il anime seul l'émission sur Rire et Chansons.

## Diffusion

### Europe 2
L'émission est lancée pour la première fois sur Europe 2 en juillet 1999 pour s'arrêter un an plus tard. Laurent Baffie présente alors l'émission aux côtés de Marie Lecoq.

### Europe 1
Durant les deux premières saisons, l'émission change de nom toutes les semaines. Elle est notamment rebaptisée tour à tour « Coloscopie », « Demain c'est mardi », « Les deux connards qui nous ont plantés » ou encore « C'était bien mieux dimanche dernier ! ».
| Date       | Nom de l'émission                                            | Explications / remarques |
| ---------- | ------------------------------------------------------------ | --- |
| 09/09/2007 | Coloscopie                                                   | |
| 16/09/2007 | Demain c'est mardi                                           | L'émission est enregistrée le lundi soir |
| 23/09/2007 | C'était bien mieux dimanche dernier !                        | |
| 30/09/2007 | Moi, Julie, droguée, prostituée et fière de l'être           | |
| 07/10/2007 | Laurent Baffie est un sale con                               | |
| 14/10/2007 | Arrêtez tout, ça va trop loin !                              | |
| 21/10/2007 | Oh oui, je viens !                                           | |
| 28/10/2007 | Dans ton cul                                                 | |
| 04/11/2007 | Miaou                                                        | Philippe Geluck était invité |
| 11/11/2007 | Vous êtes bien sur RTL                                       | |
| 18/11/2007 | Oh non, je crains le pire !                                  | Phrase prononcée par Julie quand elle a su qu'elle devait trouver le titre de l'émission cette semaine                                          |
| 25/11/2007 | Les deux connards du cinoche                                 | |
| 02/12/2007 | Jésus, reviens                                               | |
| 09/12/2007 | Debout les morts !                                           | |
| 16/12/2007 | Pour Íngrid                                                  | Émission en hommage à Íngrid Betancourt, alors détenue par les FARC                                                                             |
| 23/12/2007 | On prend les mêmes et on recommence                          | Les invités étaient les mêmes que la semaine précédente                                                                                         |
| 13/01/2008 | Lolo, Elie est là !                                          | |
| 20/01/2008 | Les langues de pute                                          | |
| 27/01/2008 | L'artisto, la bimbo et le métro                              | |
| 03/02/2008 | Salut les échangistes !                                      | |
| 10/02/2008 | Ben mon vieux !                                              | |
| 17/02/2008 | Papi fait de la résistance                                   | |
| 24/02/2008 | Questions pour un gros con                                   | Julien Lepers était invité |
| 02/03/2008 | Interdit aux mecs                                            | |
| 09/03/2008 | Mais ferme un peu ta gueule !                                | |
| 16/03/2008 | Au suivant                                                   | |
| 23/03/2008 | Raccrochez, c'est une horreur !                              | |
| 30/03/2008 | Encore un dimanche de merde                                  | |
| 06/04/2008 | J'ai envie de faire caca                                     | Julie refusant de dire le titre, c'est Maryse qui l'a fait à sa place                                                                           |
| 13/04/2008 | Bienvenue en république totalitaire franco-chinoise          | |
| 20/04/2008 | Sauvez Julie et Baffie                                       | |
| 27/04/2008 | Taisez-vous Elkabbach !                                      | |
| 04/05/2008 | Ma vieille chatte perd ses poils                             | |
| 11/05/2008 | Bande de feignasses                                          | |
| 18/05/2008 | Je vous dis merde !                                          | |
| 25/05/2008 | Bonne fête ma maman chérie                                   | Émission diffusée le jour de la fête des mères                                                                                                  |
| 01/06/2008 | L'Afrique, c'est chic                                        | |
| 08/06/2008 | Les aventures de Laurent Garros                              | Émission enregistrée à Roland-Garros |
| 15/06/2008 | Les deux connards qui nous ont planté                        | |
| 22/06/2008 | La star et le ringard                                        | |
| 29/06/2008 | Voilà, c'est fini                                            | |
| 31/08/2008 | Que personne ne pète !                                       | |
| 07/09/2008 | Suck my dick                                                 | Dick Rivers était invité |
| 14/09/2008 | T'as vu l'heure, connasse ?                                  | L'invitée, Victoria Abril, est arrivée en retard                                                                                                |
| 21/09/2008 | Tous à poil !                                                | |
| 28/09/2008 | Tu montes, chéri ?                                           | |
| 05/10/2008 | Crac boum hue                                                | Émission thématique sur la crise |
| 12/10/2008 | Enfoirés, excusez-nous                                       | |
| 19/10/2008 | Trou dans le planning                                        | |
| 26/10/2008 | pas de titre                                                 | |
| 02/11/2008 | Sans la connasse                                             | Julie, la coanimatrice, est arrivée en retard                                                                                                   |
| 09/11/2008 | Ah, fous-moi ta bite dans le cul, et qu'on n'en parle plus ! | |
| 16/11/2008 | Pas de ronron pour ma chatte                                 | |
| 23/11/2008 | Adamo est un salaud                                          | |
| 30/11/2008 | Le frottis du dimanche                                       | Doc Gynéco était invité |
| 07/12/2008 | Oui, la chanson                                              | Anagramme du nom de l'invité, Alain Souchon |
| 14/12/2008 | Oh mon Dieu !                                                | Émission thématique sur la religion |
| 21/12/2008 | Bécassine en vrai                                            | |
| 11/01/2009 | Bonne année, santé et joie dans ta sœur                      | |
| 18/01/2009 | Où sont les femmes ?                                         | Patrick Juvet était invité |
| 25/01/2009 | Les nouveaux Coluche                                         | |
| 01/02/2009 | La grosse conne aux goûts de chiottes                        | |
| 08/02/2009 | Ma révérence                                                 | Véronique Samson était l'invitée |
| 15/02/2009 | Je suis malade                                               | Serge Lama était l'invité |
| 22/09/2009 | Auteurs limités                                              | |
| 01/03/2009 | Et si on suçait des glaces à l'eau ?                         | Titre imposé par Julie |
| 08/03/2009 | Je suis une grosse truie violette                            | |
| 15/03/2009 | J'ai raté ma vie                                             | En référence à la déclaration récente de l'invité, Jacques Séguéla : « Si à 50 ans on n'a pas une Rolex, c'est qu'on a quand même raté sa vie » |
| 22/03/2009 | Régine dissociée                                             | |
| 29/03/2009 | Gland à vernir                                               | Anagramme du nom de l'invité, Gérard Lanvin |
| 05/04/2009 | Deux, trois potes et roulez jeunesse                         | |
| 12/04/2009 | Même si tu revenais                                          | |
| 19/04/2009 | Méfiez-vous des imitations                                   | |
| 26/04/2009 | Les vieux de la vieille                                      | |
| 03/05/2009 | Juste un duo                                                 | |
| 10/05/2009 | Sauvez Le Missionnaire                                       | |
| 17/05/2009 | On s'en bat les couilles                                     | |
| 24/05/2009 | Laisse glisser                                               | |
| 31/05/2009 | Tous les dimanches, je m'astique le manche                   | Julie refusant de dire le titre, c'est l'invité, Gérard Klein, qui l'a fait à sa place                                                          |
| 07/06/2009 | Mais où qu'e' n'est ?                                        | Julie était absente |
| 14/06/2009 | Il est con comme un manche                                   | |
| 21/06/2009 | Grimpez-moi dessus                                           | |
| 28/06/2009 | pas de titre                                                 | |
| 05/07/2009 | Le début de la fin                                           | |
| 30/08/2009 | On va tous crever !                                          | En référence à l'épidémie de grippe A(H1N1) |

L'émission est jugée d'humour gras et provocateur, car Baffie n'hésite pas à faire sonner les jingles de la station de radio concurrente RTL, ou de peindre sur une bâche « Fuck Lagardère », en référence au propriétaire d'Europe 1,.
L'émission du 19 juin 2011 est enregistrée dans la rue François Ier, à l'entrée de la station, en hommage à Coluche.
En juin 2011, la direction d'Europe 1 annonce que l'émission n'est pas reconduite pour une nouvelle saison, invoquant des « raisons économiques »,.

### Rire et Chansons
En septembre 2011, Laurent Baffie arrive sur Rire et Chansons. Il annonce ne pas « changer une virgule » par rapport à son émission d'Europe 1, allant jusqu'à garder le même titre et la même tranche horaire du dimanche de 11 h à 12 h. Seule nouveauté, l'émission change de coanimatrice toutes les semaines. Ainsi, l'émission est coanimée en alternance par Muriel Cousin, Marie Lecoq (qui fut la toute première coanimatrice de C'est quoi ce bordel ? en 1999) et Koxie. Cependant, il est arrivé que certaines personnalités invitées coaniment elles aussi l'émission comme Pascal Sellem, Sophie Favier, Chantal Lauby, Julie Leclerc, Dominique Besnehard, Danièle Gilbert ou encore Antoine Duléry.
Comme sur Europe 1, l'émission est composée d'interviews décalées, de canulars téléphoniques, de jeux humoristiques et de gags sonores.
En janvier 2013, Laurent Baffie annonce son licenciement de la station.

## Organisation de l'émission
L'émission est enregistrée le lundi soir précédant la diffusion, ou le jeudi soir lors de la première saison sur Europe 1. L'enregistrement dure deux heures, pour n'en garder qu'une heure après le montage.
Le générique de l'émission est le Requiem pour un con de Serge Gainsbourg, que Baffie garnit, au cours de la saison 2009-2010, de messages du répondeur d'auditeurs mécontents et d'insultes prononcées par Julie.
Après avoir ironisé sur le nombre d'auditeurs de l'émission ou les invités, Laurent Baffie lance le Mister Tchatche : un auditeur et une auditrice sont en compétition pour gagner un panier garni, un smartphone, un appareil photo ou un autre appareil électrique. Ils doivent, pendant toute la durée de l'émission, et sans s'arrêter, sous peine d'élimination, chanter ou parler autour d'un thème généralement défini par la présence d'un ou plusieurs invité(s) précis. Ils sont régulièrement mis à l'antenne, notamment après un changement de plateau. Le gagnant est la plupart du temps choisi par le public, à l'applaudimètre, à la fin de l'émission.
Lors de certaines émissions de la troisième saison, l'animateur choisit un mot mystère qu'il est le seul à connaître, et lance son verre d'eau à la personne qui a le malheur de le prononcer. Dans la même veine, des contraintes sont imposées aux invités, à Julie et à Laurent, dans certaines émissions de la quatrième saison, sous peine d'être aspergé : Laurent ne devait par exemple pas être grossier tout le long d'une émission.
L'émission est rythmée par les questions des auditeurs, les happenings, les quiz ou les jeux téléphoniques aux anonymes, auxquels se soumettent les invités :
- Passe moi l'autre con : si la personne passe une autre personne, elle gagne un cadeau ;
- Ni allô, ni bonjour : Baffie fixe une cagnotte à plusieurs millions d'euros, et demande ensuite à la coanimatrice de tripler la somme. Si la personne ne dit ni allô, ni bonjour, elle remporte alors, pour des raisons évidentes, un panier garni plutôt que la cagnotte ;
- Le jeu pourri de Julie (Europe 1) : quiz autour de l'invité, que Baffie aime à saboter en faisant résonner ses jingles ;
- Écoute cette blague (Rire et Chansons) : les invités répètent une blague et si la personne rit, elle gagne un cadeau ;
- des appels à des petites annonces (Rire et Chansons) ;
- parfois, un blind test musical.

Après le choix du gagnant du Mister Tchatche, Baffie remercie ses invités, la coanimatrice et le public.

## Adaptation
À partir d'octobre 2009, l'émission est diffusée sur la chaîne de télévision Virgin 17,, pour s'arrêter à la fin de la saison en juin 2010.